# Naisten Vaahteraliiga 2010
La Naisten Vaahterahliiga 2010 è stata la 13ª edizione del campionato di football americano di primo livello femminile, organizzato dalla SAJL.

## Squadre partecipanti
| Club                 | Città     | Stadio | Sponsor ufficiale | Risultato nella stagione 2009 |
| -------------------- | --------- | ------ | ----------------- | ----------------------------- |
| Helsinki Lady Demons | Helsinki  |        |                   |                               |
| Helsinki Roosters    | Helsinki  |        |                   |                               |
| Joensuu Wolves       | Joensuu   |        |                   |                               |
| Jyväskylä Jaguars    | Jyväskylä |        |                   |                               |
| Nokia Ghosthunters   | Nokia     |        |                   |                               |
| Oulu Northern Lights | Oulu      |        |                   |                               |

## Stagione regolare

### Calendario

#### 1ª giornata
| Helsinki 15 maggio 2010, ore 13:00 | Helsinki Roosters | 140 – 0 | Joensuu Wolves | Velodromo di Helsinki |

| Oulu 16 maggio 2010, ore 12:00 | Oulu Northern Lights | 26 – 30 | Jyväskylä Jaguars | Castrenin urheilukeskus |

| Nokia 16 maggio 2010, ore 14:00 | Nokia Ghosthunters | 0 – 60 | Helsinki Lady Demons | Keskusurheilukenttä |

#### 2ª giornata
| Helsinki 22 maggio 2010, ore 14:00 | Helsinki Lady Demons | 100 – 0 | Joensuu Wolves | Velodromo di Helsinki |

| Jyväskylä 23 maggio 2010, ore 11:00 | Jyväskylä Jaguars | 50 – 14 | Nokia Ghosthunters | Palokan urheilukeskus |

| Oulu 23 maggio 2010, ore 14:00 | Oulu Northern Lights | 6 – 56 | Helsinki Roosters | Castrenin urheilukeskus |

#### 3ª giornata
| Helsinki 29 maggio 2010, ore 14:00 | Helsinki Roosters | 78 – 14 | Jyväskylä Jaguars | Velodromo di Helsinki |

| Helsinki 29 maggio 2010, ore 18:30 | Helsinki Lady Demons | 42 – 14 | Oulu Northern Lights | Velodromo di Helsinki |

| Joensuu 30 maggio 2010, ore 13:00 | Joensuu Wolves | 12 – 38 | Nokia Ghosthunters | Utran tekonurmi |

#### 4ª giornata
| Jyväskylä 5 giugno 2010, ore 16:00 | Jyväskylä Jaguars | 8 – 52 | Helsinki Lady Demons | Palokan urheilukeskus |

| Joensuu 6 giugno 2010, ore 13:00 | Joensuu Wolves | 0 – 72 | Oulu Northern Lights | Utran tekonurmi |

| Helsinki 6 giugno 2010, ore 14:00 | Helsinki Roosters | 85 – 0 | Nokia Ghosthunters | Velodromo di Helsinki |

#### 5ª giornata
| Helsinki 12 giugno 2010, ore 14:00 | Helsinki Lady Demons | 14 – 32 | Helsinki Roosters | Velodromo di Helsinki |

| Nokia 13 giugno 2010, ore 14:00 | Nokia Ghosthunters | 8 – 52 | Oulu Northern Lights | Keskusurheilukenttä |

#### Recuperi 1
| Jyväskylä 10 luglio 2010, ore 14:30 | Jyväskylä Jaguars | 82 – 0 | Joensuu Wolves | Palokan urheilukeskus |

### Classifica
La classifica della regular season è la seguente:
- PCT = percentuale di vittorie, G = partite giocate, V = partite vinte,  P = partite perse, PF = punti fatti, PS = punti subiti

| Pos. | Squadra              | PCT   | G | V | N | P | PF  | PS  |
| ---- | -------------------- | ----- | - | - | - | - | --- | --- |
| 1    | Helsinki Roosters    | 1.000 | 5 | 5 | 0 | 0 | 391 | 34  |
| 2    | Helsinki Lady Demons | .800  | 5 | 4 | 0 | 1 | 268 | 54  |
| 3    | Jyväskylä Jaguars    | .600  | 5 | 3 | 0 | 2 | 184 | 170 |
| 4    | Oulu Northern Lights | .400  | 5 | 2 | 0 | 3 | 170 | 136 |
| 5    | Nokia Ghosthunters   | .200  | 5 | 1 | 0 | 4 | 60  | 259 |
| 6    | Joensuu Wolves       | .000  | 5 | 0 | 0 | 5 | 12  | 432 |

## Playoff

### Tabellone
|  | Semifinali | Semifinali           | Semifinali |                      |         | XIII Finale       | XIII Finale | XIII Finale |  |
|  |            |                      |            |                      |         |                   |             |             |  |
|  | 1          | Helsinki Roosters    | 68         |                      |         |                   |             |             |  |
|  | 1          | Helsinki Roosters    | 68         |                      |         |                   |             |             |  |
|  | 4          | Oulu Northern Lights | 14         |                      |         |                   |             |             |  |
|  | 4          | Oulu Northern Lights | 14         |                      | 1       | Helsinki Roosters | 40          |             |  |
|  |            |                      |            |                      | 1       | Helsinki Roosters | 40          |             |  |
|  |            |                      | 2          | Helsinki Lady Demons | 48 o.t. |                   |             |             |  |
|  | 2          | Helsinki Lady Demons | 2          | Helsinki Lady Demons | 48 o.t. | 73                |             |             |  |
|  | 2          | Helsinki Lady Demons |            |                      |         |                   |             |             |  |
|  | 3          | Jyväskylä Jaguars    | 22         |                      |         |                   |             |             |  |

### Semifinali
| Helsinki 18 luglio 2010, ore 14:30 | Helsinki Roosters | 68 – 14 | Oulu Northern Lights | Velodromo di Helsinki |

| Helsinki 18 luglio 2010, ore 17:30 | Helsinki Lady Demons | 73 – 22 | Jyväskylä Jaguars | Velodromo di Helsinki |

### XIII Finale
| Helsinki 24 luglio 2010, ore 17:00 | Helsinki Roosters | 40 – 48 (d.t.s.) | Helsinki Lady Demons | Velodromo di Helsinki |

## Verdetti
- Helsinki Lady Demons Campionesse della Finlandia 2010